# Andrej Štimac
Andrej Štimac (Fiume, 31 marzo 1979) è un ex cestista e allenatore di pallacanestro croato.

## Palmarès

### Giocatore
- Campionato croato: 1

Zadar: 2007-08
- Coppa di Croazia: 1

K.K. Zagabria: 2010
- Campionato svizzero: 2

Lions de Genève: 2013
Fribourg Olympic: 2018
- Coppa Svizzera: 2

Lions de Genève: 2014
Fribourg Olympic: 2018
- Coppa di Lega: 3

Lions de Genève: 2013, 2015
Fribourg Olympic: 2018

### Allenatore
- Coppa di Svizzera: 1

Lions de Genève: 2021
- Coppa di Lega svizzera: 1

Lions de Genève: 2021